# 周道濟
周道濟（1927年—1994年），政治史學家。台灣人，籍貫安徽當塗。  
民國35年考入復員南京的国立中央大学法律系。民國38年因內戰避居臺灣，國立臺灣大學法律系畢業。後又取得國立政治大學政治研究所碩士、法學博士，是中國（包括臺灣和大陸，不包括日治台灣）首位法學博士。曾任國防研究院專門委員、政治大學副教授、美國哥倫比亞大學研究員、中國文化學院教授等，中國文化學院教務長、首任政治系主任及政治研究所所長，臺湾商務印書館總經理兼總編輯。

## 著作
- 《漢唐宰相制度》，國立政治大學政治研究所博士論文，1959年5月提出；大化書局1978年4月初版
- 《秦漢政治制度研究》，自版，1968年3月增訂一版
- 《論我國中庸之道》，《中華學報》第2卷第2期，1975年
- 《國父新自由論與約翰穆勒自由論之比較研究》
- 《道儒法三家之君主無為思想》，《大陸雜誌》第37卷第7期，1968年
- 《三民主義研究》（與孫震、馮滬祥合著），中央文物供應社